# 剑叶槭
剑叶槭（学名：Acer lanceolatum）为槭树科槭属下的一个种。

## 扩展阅读
- 維基物種上的相關：剑叶槭